# Clostebol
Clostebol (INN; hay còn gọi 4-chlorotestosterone) thường gọi ester clostebol acetate, là một anabolic-androgenic steroid đường tiêm (AAS). Clostebol là một dẫn xuất 4-chloro của testosterone tự nhiên. Chlorination ngăn chặn chuyển đổi sang dihydrotestosterone (DHT) đồng thời khiến hóa chất không có khả năng chuyển đổi thành estrogen. Mặc dù thường được sử dụng như một ester bao gồm clostebol axetat (Macrobin, Steranabol, Alfa-Trofodermin, Megagrisevit), clostebol caproate (Macrobin-Depot), or clostebol propionate (Yonchlon), clostebol không biến đổi/không ester hóa cũng được báo cáo là được bán trên thị trường, dưới tên thương hiệu Trofodermin-S ở México.
Clostebol là AAS yếu với tiềm năng sử dụng như một loại thuốc tăng cường hiệu suất. Nó hiện đang bị cấm bởi Cơ quan chống doping thế giới. Clorodehydromethyltestosterone (uống Torabol), kết hợp các cấu trúc hóa học của clostebol và metandienone, được sử dụng rộng rãi trong chương trình doping do nhà nước Đông Đức tài trợ.

## Sử dụng trong y tế
Thuốc mỡ Clostebol acetate có công dụng nhãn khoa và da liễu.

## Hóa học
Clostebol, còn được gọi là 4-chlorotestosterone hoặc 4-chloroandrost-4-en-17β-ol-3-one, là một steroid androstane tổng hợp và là một dẫn xuất của testosterone. Nó đặc biệt là dẫn xuất 4-clo hóa của testosterone.

## Xã hội và văn hoá

### Bổ sung dinh dưỡng
Một steroid đồng hóa có liên quan, methylclostebol, là một chất phụ gia phổ biến trong cái gọi là bổ sung chế độ ăn uống, thường được liệt kê ở dạng 4-chloro-17α-methyl-androst-4-en-17β-ol-3-one.

### Các trường hợp lạm dụng công khai
Việc sử dụng clostebol đã dẫn đến việc đình chỉ một số vận động viên trong các môn thể thao khác nhau bao gồm Freddy Galvis của Philadelphia Phillies vào năm 2012, Dee Gordon của Miami Marlins năm 2016, và vận động viên Olympic Viktoria Orsi Toth năm 2016.
Năm 2016, xét nghiệm nước tiểu dẫn đến kết quả xét nghiệm Therese Johaug dương tính với clostebol.

### Quy định
Ở Mỹ, clostebol được liệt kê dưới dạng chất III.